# Silhouettella tomer
Silhouettella tomer är en spindelart som beskrevs av Michael Ilmari Saaristo 2007. Silhouettella tomer ingår i släktet Silhouettella och familjen dansspindlar.
Artens utbredningsområde är Israel. Inga underarter finns listade i Catalogue of Life.